# Alfred Opisso i Viñas
Alfred Opisso i Viñas   (Tarragona, 20 de setembre de 1847 - Barcelona, 1 de juliol de 1924) va ser un metge, botànic, periodista, novel·lista, poeta, crític d'art, historiador i traductor català. Va usar de vegades el pseudònim de Carlos Mendoza.
Era fill de Josep Opisso i Roig (1820-1886) periodista, director del Diari de Tarragona i empleat d'hisenda, i d'Antònia Viñas Badia, va ser pare del dibuixant i caricaturista Ricard Opisso i Sala (1880-1966) i de l'escriptora Regina Opisso i Sala (1879-1965), i avi del pintor Alfred Opisso Cardona (1907-1980) i de l'escriptor Artur Llorens i Opisso (Artur Llopis). Dels germans d'Alfred, la seva germana Antònia Opisso i Viñas, va ser escriptora i monja, i el seu germà Antoni Opisso i Viña, va ser també periodista.
Fou metge del cos de Sanitat de l'Armada en 1870, va ser regidor de l'Ajuntament de Tarragona. Es va casar amb Antònia Sala i Gil, procedent d'una família de pintors i poetes, amb la qual va tenir onze fills. La família es va traslladar a Barcelona el 1882 per influència de la seua esposa i allí, des de 1899, Alfred va ser redactor sobre matèries divulgatives de La Vanguardia, periòdic del que va arribar ser codirector des de 1901. El 25 de novembre de 1923 va ser nomenat membre de la Reial Acadèmia de Bones Lletres de Barcelona. Va ser també corresponent de la Reial Acadèmia de la Història i soci de mèrit de la Reial Societat Arqueològica Tarraconense. Va escriure assajos històrics, biografies de personatges espanyols del segle xix i obres divulgatives sobre botànica, viatges, filosofia, crítica d'art o novel·les d'aventures. Esment a part mereix la seva Història d'Espanya i de les repúbliques llatinoamericanes en vint-i-cinc volums publicada entre 1885 i 1900. També va traduir llibres mèdics de l'anglès i de l'italià, com els Elements d'Histologia d'Edward Enmmanuel Klein, novel·les històriques tan famoses com Els últims dies de Pompeia, d'Edward Bulwer-Lytton o d'aventures com les d'Emilio Salgari.
Va pronunciar conferències d'història local a la Reial Societat Arqueològica Tarraconense i va ser premiat en diversos certàmens de Tarragona i Reus. L'any 1946 l'Ajuntament de Tarragona li va dedicar un carrer a Alfred Opisso al costat de l'estadi del Club Gimnàstic.

## Obra

### Història
- España y Portugal: su historia, su geografía, su arte y sus costumbres. Barcelona, Antonio J. Bastinos, 1896.
- Historia de Europa, 1880.
- Historia de la Europa moderna. Del Manual de historia europea, con especial atención a la situación española, que abarca desde la Revolución Francesa a finales del siglo XIX. Barcelona: Ramón Molinas, 1890, 2 vols.

- Historia de España y de las repúblicas latino-americanas, 1885-1900, 25 vols.
- Batallas del siglo XIX, 2 vols.
- Historia de la Guardia Civil
- La conquista de África, 4 vols.
- La revolución Francesa (1789-1795).
- Semblanzas políticas del siglo XIX, 1908
- Amb el pseudònim de Carlos Mendoza, Glorias españolas... Il·lustrat amb cromolitografies gravats originals..., Barcelona: Est. Tipo litográfico de Ramon Molinas, 1888-1892, 4 vols.

### Viatges
- Viajes por Oriente, Librería de Antonio J. Bastinos Editor, 1898
- Viajes por Europa
- Alemania. Su historia, su geografía, su arte y sus costumbres. Barcelona: Librería de Antonio J. Bastinos, 1896.
- Los estados balkanicos. Su historia, su geográfica, su arte y sus costumbres (1907).
- La América sajona: su historia, geografía, industria y costumbres, flora y fauna de ambos estados, 1897.
- Chile y Bolivia: su geografía, su historia, sus habitantes y costumbres, 1898.
- La América colombiana: Ecuador-Colombia, Venezuela 1898.
- El Asia Musulmana. El Asia Central Rusa; Bukharia; El Turquestán; El Turquestán Chino.... Barcelona: Librería de Antonio J. Bastinos, 1898.
- Europa Moderna. Occidente: España y Portugal; Italia y Suiza; Francia é Inglaterra. Barcelona: Imp. Elzeviriana, 1907.

### Narrativa
- La crisis de Baldomero Fuentes
- Historia de Sixto Ardecha
- La vara del corregidor
- El capitán Petroff
- La máscara de bronce
- En las garras del águila, 1920.
- Todo se pasa
- Amb el pseudònim de Carlos Mendoza, El grito de la independencia (1807-1813). Novela histórica original en dos tomos ilustrados. Barcelona: Ramon Molinas, 1881, 2 vols.

### Art
- Estudios de estética: estética general, teoría del arte, historia general de las bellas artes. Barcelona: José Gallach, S.A.
- Arte y artistas catalanes (Barcelona: La Vanguardia, 1900)

### Poesia
- El alma del mundo

### Medicina
- Medicina doméstica: guía para los primeros auxilios en casos de enfermedades apremiantes y en los accidentes desgraciados, 1927.
- Medicina social: estudio de las enfermedades colectivas; sus causas, profilaxis y remedios, Sucesores de Manuel Soler, 1920
- Los remedios vegetales: tratado popular de las plantas empleadas en medicina, 1910.
- La Leyenda de las plantas: mitos, tradiciones, creencias y teorías relativos a los vegetales Establ. Tipolitográfico Editorial de Ramón Molinas, 1880.

### Filosofia
- El arte de pensar (Barcelona: Calpe, 1919)

### Altres
- Nociones de economía política, 1905.
- Plantas Industriales. Plantas Alimenticias, Textiles, Sacarinas, Oleaginosas, Tintoreas, Curtientes, Sucesores de Manuel Soler.
- La primera infancia. Barcelona, Ramon Molinas, s.a.